# Eliška Bučková
Eliška Bučková (Nascida em 23 de julho de 1989 em Hodonín (distrito)) é uma modelo e miss Tcheca.Eliška representou a República Tcheca no Miss Universo 2008 e ficou com a 11º colocação.
Eliška Bučková também fez três participações em séries Tchecas como o Top Star Magazín 2008,
Atualmente Eliška esta trabalhando no Teatro.